# Región del Centro (Camerún)
Centro es una de las diez regiones de la República de Camerún, cuya capital es la ciudad de Yaundé.

## Geografía
La región se encuentra en el centro del país y limita al norte con la Región de Adamawa, en el sur de la Provincia del Sur, al noroeste con la Provincia del Oeste, en el suroeste de la Provincia de Litoral y en el este con la Provincia del Este.

## Departamentos
Esta región posee una subdivisión interna compuesta por unos cinco departamentos a saber: 
1. Haute-Sanaga
2. Lekié
3. Mfoundi
4. Mbam-et-Inoubou
5. Mbam-et-Kim
6. Mefou-et-Afamba
7. Mefou-et-Akono
8. Nyong-et-Kéllé
9. Nyong-et-Mfoumou
10. Nyong-et-Soo

## Territorio y población
La región del Centro es poseedora de una superficie de 68.926 kilómetros cuadrados. Dentro de la misma reside una población compuesta por unas 2.672.533 personas (cifras del censo del año 2005). La densidad poblacional dentro de esta provincia es de 38,77 habitantes por kilómetro cuadrado.
- Datos: Q739951
- Multimedia: Centre Region (Cameroon) / Q739951